# Îles Sisargas
Les îles Sisargas sont un petit archipel qui se trouve en face de la commune de Malpica de Bergantiños, sur la Costa de la Muerte (es), dans la province de La Corogne de la communauté autonome de Galice (Espagne).

## Présentation
L'archipel se compose de trois îles nommées Sisarga Grande, Sisarga Chica et Malante, et d'un grand nombre d'îlots environnants. Les îles sont naturellement escarpées et, sur Sisaga Grande, il a de nombreuses falaises. Cependant, dans cette île se trouve une jetée et une petite plage dans le sud. À son sommet est érigé un phare, l'un des plus anciens de la Costa de la Muerte, qui fonctionne depuis 1853.
Les îles sont déclarées zone de protection spéciale par la loi de Directive oiseaux du 30 novembre 9. (SPA) au sein de la LIC Costa da Morte - Rede Natura 2000. La richesse ornithologique des îles comprend de nombreuses colonies d'oiseaux de mer tels que le goéland brun, la mouette tridactyle et le goéland pontique.